# Вукан Неманич
Вукан Неманич е най-големият син и правоприемник на Стефан Неманя. Като такъв управлява областта Зета, а по-малките му братя Стефан Неманич и Растко Неманич – Рашка и съответно Хум.
След неочакваната абдикация на Стефан Неманя през 1196 г. той определя за свой правоприемник по външнополитически причини втория си син Стефан Неманич, който е женен за Евдокия Ангелина и се ползва с поддръжката на Византия. Вукан като най-голям син и законен наследник се опълчва от Зета на това решение и търси външна подкрепа, за да възстанови наследственото си право на велик жупан наместо по-малкия си брат. Той се обръща за подкрепа първоначално към Унгарското кралство, а по-сетне и към папата. Римската курия реагира сдържано, не желаейки да усложнява отношенията си с Рашка, като същевременно целта ѝ е да усили католическото влияние върху Зета.
На очерталата се западна заплаха Стефан Неманич реагира дипломатично и вещо, като нарича в писмо папата „свой духовен баща“, изразявайки желание в израз на добри чувства и почитания да открие и свое представителство в Рим. Целта на този дипломатически ход на Стефан е да неутрализира надвисналата над Рашка опасност, като същевременно новопровъзгласилата независимост държава получи тъй дългоочакваното международно признание. Стефан Неманич изисква от папата в израз на вероподаничество получаване на кралска корона. Папа Инокентий III скланя на искането на Стефан, но среща категоричната унгарска кралска съпротива за тези му намерения.
В отговор на папските намерения унгарците подкрепят Вукан в борбата срещу брат му Стефан. През 1202 Вукан подкрепен от унгарски военни сили завзема Рашка и Стефан напуска пределите ѝ спасявайки се при старите съюзници на баща му българите. През 1203 цар Калоян подготвя военен поход срещу Вукан и маджарите, който е реализиран успешно, и през 1204 България си възвръща от Унгария Белградската и Браничевската област, а Стефан Неманич е възстановен на власт като рашки велик жупан.
Сведения от легендарен характер сочат, че Свети Сава, пристигайки от Хилендар с мощите на Стефан Неманя през 1208 г., успява да помири двамата си по-големи братя. През лятото на същата година Вукан Неманич умира наследен от най-големия си син Георги. Синът му продължава независимата политика на Зета засвидетелствайки лоялност на венецианския дож въпреки съпротивата на чичо си Стефан. Вукан има още двама сина – Стефан и Димитър, който става монах. Според някои историци Вратко, баща на княгиня Милица, която е жена на Лазар Храбелянович, е внук на Димитър от сина му Вратислав.
|  | Тази страница частично или изцяло представлява превод на страницата „Вукан Немањић“ в Уикипедия на сръбски. Оригиналният текст, както и този превод, са защитени от Лиценза „Криейтив Комънс – Признание – Споделяне на споделеното“, а за съдържание, създадено преди юни 2009 година – от Лиценза за свободна документация на ГНУ. Прегледайте историята на редакциите на оригиналната страница, както и на преводната страница, за да видите списъка на съавторите. ВАЖНО: Този шаблон се отнася единствено до авторските права върху съдържанието на статията. Добавянето му не отменя изискването да се посочват конкретни източници на твърденията, които да бъдат благонадеждни. |